# 伊萨那跋摩
伊萨那跋摩（Isanavarman，？—？），林邑国7世紀中叶女王。
国王范头黎之女。645年，范頭黎之子国王范镇龙被杀，范头黎的女婿拔陀罗首罗跋摩即位林邑国王，不久大臣共谋将拔陀罗首罗跋摩废位。伊萨那跋摩被立为女王，国内混乱。林邑大臣可伦翁定迎范头黎姑母之子、逃亡真腊的諸葛地继承王位，女王伊萨那跋摩嫁给諸葛地为妻。
| 前任： 拔陀罗首罗跋摩 | 占城第四王朝第6代王 7世紀中叶 | 繼任： 諸葛地 |